# Twist

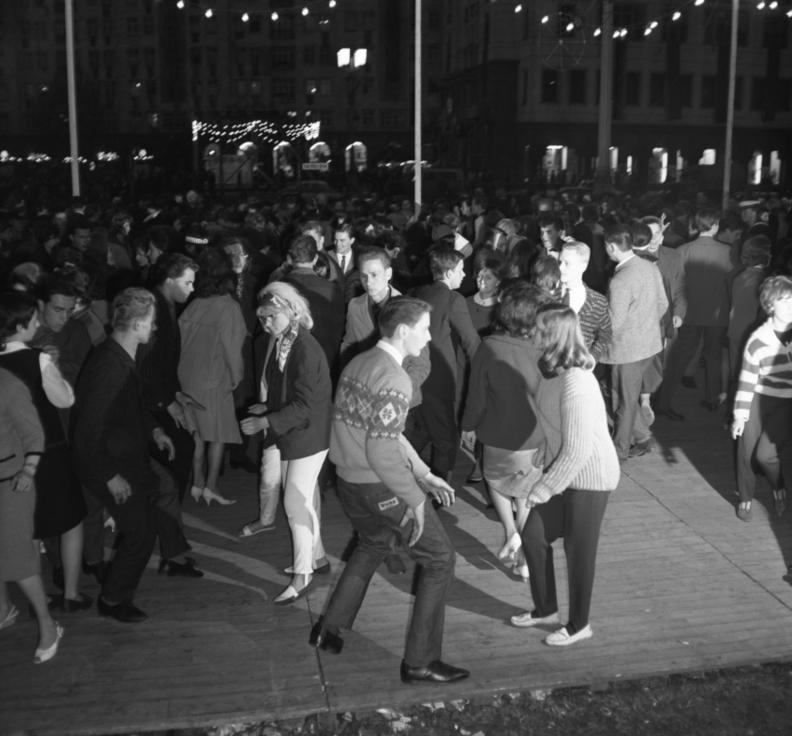
Tanečníci Twistu v roce 1964 v Berlíně

Twist (anglicky „kroutit se“) je tanec, který vznikl ve Spojených státech amerických v 60. letech 20. století. Je provozován sólově, partneři se při něm nedrží a většinou stojí proti sobě. Nemá žádná přesně daná pravidla, ale obvykle se skládá z rychlých kroutivých pohybů pánve a rukou ze strany na stranu; nohy jsou rozkročeny a téměř se nepohybují, dochází jen k přenášení váhy z nohy na nohu, sestup do dřepu, následné vyskočení se zatleskáním apod. Twist se často tančí na rock'n'rollové skladby.
Svobodný tanec twist byl prvotní změnou tzv. éry květinových dětí. Startovalo hippies a děti se chtěly bavit, být free a cool. Je to hudba plná dobré nálady. Její vznik se datuje do 60. let 20. století ve Spojených státech amerických.
Melodie je jednoduchá, zpěvák zpívá hlavní linku a v akordových intervalech ho doprovázejí vokalisté. Někdy se i v názvu písniček objevuje twist. Twist and shout od Beatles nebo The twist z repertoáru Chubbyho Checkera.
Hudba twistu je velmi podobná rock’n'rollu. Rychlá, spojená s bicím, elektrickou kytarou, ze začátku klavírem nebo basou. Basa twistu dodává rytmus, posunuje ho dopředu a přímo vybízí k tanci, a tak vzniká typický taneční styl, tzv. kroucení se.
Tanečníci přenášejí váhu ze strany na stranu, kroutí přitom pánví a ještě jakoby sestupují do dřepu. Mohou i vyskočit a zatleskat na závěr. I ve skladbách je slyšet potlesk mladých a nespoutaných hudebníků, plných nadšení. Např. v písni Do you love me, která byla slyšet i v prvním dílu Hříšného tance, od skupiny The Contours.
Twist si své místo mezi tanci určitě zaslouží, je živý, originální a svérázný.